# Eleição presidencial na Alemanha em 1925
As eleições presidenciais alemãs de 1925 foram as primeiras realizadas pelo voto direto, conforme determinava a Constituição da República de Weimar (1919-1933). O pleito aconteceu após a morte do primeiro presidente da Alemanha, Friedrich Ebert, em 28 de fevereiro de 1925. Ebert havia sido eleito indiretamente pela Assembleia Nacional, mas a Constituição de Weimar determinava que seu sucessor fosse eleito por "todo o povo alemão". Após dois turnos, em 29 de março e 26 de abril, Paul von Hindenburg foi eleito o segundo presidente da Alemanha.
Hindenburg era candidato de uma ampla coalizão da direita. Muitos da direita esperavam que, uma vez no poder, ele destruiria a democracia liberal da República de Weimar de dentro e restabeleceria o status quo da Alemanha pré-Weimar. Os outros dois candidatos com chances de vencer eram Otto Braun do Partido Social Democrata (SPD) e Wilhelm Marx do Zentrum (também conhecido como Partido Católico de Centro). Os partidos de ambos Braun e Marx eram membros da coalizão de Weimar e, portanto, estavam comprometidos com o regime de Weimar. Apenas Marx procedeu para o segundo turno das eleições.
As eleições foram importantes devido ao turbulento contexto em que ocorreram e porque, de acordo com a Constituição de Weimar, o chefe de estado tinha consideráveis poderes. Hindenburg retonou ao pleito seguinte e teve papel importante na ascensão do Partido Nazista ao poder. Entretanto, muitos que apoiaram Hindenburg em 1925 não o fizeram em 1932. Apesar de nos anos seguintes à sua eleição muitos questionarem a constitucionalidade de algumas de suas ações, Hindenburg nunca tentou derrubar a República de Weimar.

## Resultado

### Primeiro turno
Sete candidatos disputaram o primeiro turno. A candidatura de Hindenburg foi lançada apenas no segundo turno. O candidato mais popular da direta foi Karl Jarres do Partido Popular Alemão (DVP), que havia sido Ministro do Interior, Vice-chanceler e prefeito de Duisburg. A candidatura dele havia sido apoiada pelo Partido Popular Nacional Alemão (DNVP). Otto Braun, candidato do SPD, havia sido Ministro-presidente da Prússia. O candidato do Zentrum, Wilhelm Marx, havia sido chanceler e era o presidente de seu partido.
Outros candidatos foram Ernst Thälmann do Partido Comunistas (KPD) e Willy Hellpach do Partido Democrático Alemão (DDP). O Partido Nazista (NSDAP) lançou a candidatura de Erich Ludendorff. O NSDAP era, à época, um movimento pequeno, tendo conquistado pouco mais de 1% dos votos. O comparecimento às urnas foi de 68,9% e como nenhum candidato obteve mais de 50% dos votos, foi necessária a realização de um segundo turno.
| Candidato        | Votos      | %    | Partido                          | Coligação                              |
| ---------------- | ---------- | ---- | -------------------------------- | -------------------------------------- |
| Karl Jarres      | 10.416.658 | 38,8 | Partido Popular Alemão (DVP)     | Partido Popular Nacional Alemão (DNVP) |
| Otto Braun       | 7.802.497  | 29   | Partido Social Democrata (SPD)   | Nenhuma                                |
| Wilhelm Marx     | 3.887.734  | 14,5 | Zentrum                          | Nenhuma                                |
| Ernst Thälmann   | 1.871.815  | 7    | Partido Comunista (KPD)          | Nenhuma                                |
| Willy Hellpach   | 1.568.398  | 5,8  | Partido Democrático Alemão (DDP) | Nenhuma                                |
| Heinrich Held    | 1.007.450  | 3,7  | Partido Popular da Bavária (BVP) | Nenhuma                                |
| Erich Ludendorff | 285.793    | 1,1  | Partido Nazista (NSDAP)          | Nenhuma                                |

### Segundo turno
Após o primeiro turno da eleição, Jarres abandonou a disputa em prol da candidatura de Hindenburg, um monarquista e ex-general com grande apoio popular. Este, por sua vez, só teria decidido lançar sua candidatura após consultar o Kaiser deposto. Os maiores adeptos da candidatura de Hindenburg foram o DVP, o Partido Popular Nacional Alemão (DNVP), o Partido Popular da Bavária (BVP) e o Partido Nazista. O líder do DVP, Gustav Stresemann, tinha algumas reservas em relação à ideia de apoiar Hindenburg para presidente por causa de sua possível repercussão negativa na política externa alemã, mas acabou embarcando na candidatura.
O SPD e o Zentrum concordaram em coligar-se ao redor de Marx. Após a recusa do Zentrum em apoiar Braun, ele se retirou do pleito. O DDP também concordou em retirar Willy Hellpach do pleito e apoiar Marx. Como os adeptos da candidatura de Marx incluíam tanto membros da esquerda moderada quanto do centro, acreditava-se que ele teria grandes chances de vencer o pleito no segundo turno. Entretanto, a candidatura do comunista Thälmann dividiu o voto da esquerda, e Hindenburg foi eleito com 48,3% dos votos. O segundo turno aconteceu em 26 de abril e contou com a participação de 77,6% do eleitorado.
| Candidato                  | Votos      | %    | Partido                 | Coligação              |
| -------------------------- | ---------- | ---- | ----------------------- | ---------------------- |
| Paul Ludwig von Hindenburg | 14.655.641 | 48,3 | Independente            | DVP, DNVP, BVP e NSDAP |
| Wilhelm Marx               | 13.751.605 | 45,3 | Zentrum                 | SPD, DDP               |
| Ernst Thälmann             | 1.931.151  | 6,4  | Partido Comunista (KPD) | Nenhuma                |